# طاهر حكمت
طاهر حكمت (31 ديسيمبر 1940- 2020) سياسي ومحامي ورجل قانون أردني، تولى عدة مناصب وزارية في الأردن من عام 1979 حتى 1993 شملت: وزير الثقافة والشباب والنقل والإعلام والثقافة والشباب والسياحة والعدل، كما كان عضو في مجلس الأعيان الأردني لنحو 5 دورات برلمانية، وكذلك عضو في المجلس الوطني الاستشاري ورئيس بلدية الزرقاء، كما يعد مؤسس للمحكمة الدستورية في الأردن وأول رئيس لها.
يعتبر المرجعية القانونية لسلطات "المملكة الأردنية الهاشمية"، ومن أعرق الرجالات القانونية في المملكة، كان وما زال يشغل عدة مناصب رفيعة متفاوتة الاختصاص لسعة علمه وخبرته، أبرزها ترؤسه لمحكمة التمييز والمجلس القضائي وبذلك ترؤسه للسلطة القضائية في المملكة.

## نسبه
الأبن الأكبر للضابط «مصطفى حكمت» برهان الدين العياشي، وتعود جذور هذه العشيرة الكبيرة إلى مدينة إدلب الخضراء شمالي سورية وهي تعد من أكبر عشائر المدينة وأقدم ساكنيها، جده الشيخ (برهان الدين) العياشي أحد وجهاء إدلب وجوارها ومفتيها، شكّل حكومة مؤقتة في ظل انسحاب الجيوش العثمانية وبدء المرحلة الانتقالية إلى مملكة عربية هاشمية هناك فكان ذلك بطلب من الأمير فيصل بن الحسين، والده كان ضابطاً في الأمن العثماني وفي الكلية الحربية في استانبول إبان الحكم العثماني للمنطقة، وقد لجأ إلى شرقي الأردن أمام عسف الفرنسيين بعد سقوط المملكة الفيصلية -مملكة سوريا الهاشمية- على اثر معركة ميسلون، والتحق بالجيش العربي ملازماً أول غداة وصول الأمير عبد الله المؤسس إلى معان العام 1921 م، أما والدته فهي الأديبة السيدة نجمية حكمت، مؤلفة كتاب («رحلتي مع الزمن» - خمس وستون عاماً من حياة امرأة أردنية-) فكانت من أوائل الأردنيات المثقفات.

## اسمه
«جعفر طاهر» بن «مصطفى حكمت» العياشي، فهو ووالده يحملان أسماء مركبة ولذلك كان لابد من قرار الاختصار ليكون اسمه سهل التداول على ألسنة اصدقائه ومعارفه وبالطبع الدولة الأردنية، غير أنه يحمل اسماً آخر أيضاً هو (برهان الدين)، فما قصة هذه الأسماء؟ تبدأ الحكاية كما وردت في الكتاب الذي ألفته والدته، أنه وعند رحيل الضابط مصطفى حكمت مصطحباً زوجته إلى معان لاستلام مهامه العسكرية هناك مروراً ببلدة مؤتة التي تحتضن في بطاحها الواسعة موقع غزوة مؤتة ومزارات قادتها العظام، حينها شعرت والدته بالخشوع والإيمان يجتاحها من قدسية المكان حيث دعت ربها أن يرزقها غلاماً تسميه باسم أحد قادة مؤتة وشهدائها صحابة الرسول محمد الرسول الكريم عليه أفضل الصلاة وأتم التسليم، فعندما وضعت وليدها في معان تذكرت نذرها فسمته (جعفراً)، أما عن اسمه برهان الدين فله قصة أخرى، حيث عاد الضابط مصطفى حكمت إلى دياره في إدلب بعد خلاف بينه وبين القيادة العليا للجيش العربي، الذي كان الضابط الإنجليزي كلوب باشا يترأسها، بخصوص المجاهدين الفلسطينيين الذين هربوا من قمع الانتداب البريطاني في فلسطين إلى الأردن، حيث سمح الضابط حكمت لهم بالمكوث في الغور الأردني وأمن لهم الحماية اللازمة حيث كان حكمت قائداً للمنطقة العسكرية الجنوبية في الكرك، ولكن ذلك لم يرق للضباط الإنجليز حيث أعفوه من الخدمة وطلبوا منه مغادرة البلاد.
عاد حكمت وعائلته إلى إدلب حيث سجل جعفر (طاهر) في المدرسة الابتدائية هناك لكن باسم (برهان الدين) وذلك بطلب من عشيرة العياشي حتى يخلد ذكرى جده الشيخ المفتى والزعيم، وكذلك اسم (طاهر) فهو اسم لجد العائلة.

## حياته
كان «طاهر حكمت» منذ نعومة أظفاره محباً للعلم والمطالعة، ساعيا وراء أن يكون محامياً، دخل المدرسة الابتدائية في معان التابعة للحكومة كما أوردت والدته في كتابها (رحلتي مع الزمن) حيث دخلها وهو يبلغ الأربع سنوات من عمره فقط، فقد كان ذكيا فطنا قادرا على مجاراة زملاءه الذين يكبرونه سنا، بذلك استهل طاهر حكمت حياته طالبا نجيبا يانع الغصن ينقش ما يتعلمه على الصّوان، في بيت كان الكتاب فيه هو سيد الموقف فكان الأب قارئا مثقفا بخلفيته العسكرية والأم متحررة من الصورة النمطية للمرأة فكانت تعشق كل ما هو يعني أن يكون الإنسان إنسانا فكانت قارئة وأديبة ومثقفة إضافة إلى كونها ربة منزل من الدرجة الأولى فكان طاهر كأشقائه ينعم في بيئة تحفز الإبداع والتميز، وفي مطلع الستينات وبعد عودته من دمشق عام 1960 م كانت وفاة والده الضابط الكبير مصطفى العياشي نقطة تحول في حياة الطالب النجيب، حيث المسؤولية هي عنوان المرحلة القادمة، فالتزم كونه الابن الأكبر لأبيه بمسؤولية عالية تجاه عائلته والدته وأشقائه، فكان «الآبيه طاهر» -كما يدعوه أشقاؤه- حريصا على أن يكون مستقبل إخوته مضمونا حيث كان مهتما بأن يكمل جميع أشقائه (وشقيقاته) تعليمهم ثم يشكلون حياتهم الخاصة بتزويج البقية الباقية من إخوته وأخواته، لكن طاهر قطع تذاكر قطار الزواج لأشقاه وترك نفسه دون الركوب في القفص الذهبي، فطاهر يعد من أشهر العزّاب في الأردن، فهو المهندم الأنيق المهذب اللطيف الأعزب المثقف. لكن يبدو وكأنه لم يكن يهتم لهذا القطار بقدر اهتمامه لسكة العلم والعمل فكان ينهل من كل مجال سقيا علم وثقافة ومن كل محجر نحاتة اجتهاد وإبداع، فبعد أن أرتكز على تعليمه الثانوي في عمان وشهادة الليسانس في الحقوق من دمشق فتح باب حلم حياته وهو مكتب المحاماة حيث عمل، ولما كان لثقافته العالية الأثر الأبرز في العديد من النشاطات الثقافية التي شارك فيها إن لم يكن قد أبتدعها هنا وهناك، التي أسقطت من حسابات كاتبي سيرته الكثر؛ لقلة أهميتها مقارنة بضخامة خبراته العلمية والعملية العديدة أيضاً. (تابع القراءة في الفقرة التالية). وضعته في أول صف المثقفين الأردنين، تنقل طاهر بين المدن الأردنية الكبيرة من مثل: معان -مسقط رأسه- والكرك والطفيلة - حيث كانتا محافظة واحدة – عمّان العاصمة والبلقاء والعقبة وأخيراً مسكنه المفضل الزرقاء. ذلك من طبيعة عمل والده حينها حيث شغل الضابط حكمت مناصب عسكرية وأمنية رفيعة المستوى في المدن الأردنية الرئيسة.

## الفكر والأيديولوجية
عندما أشرقت شمس الشباب على طاهر حكمت كانت المنطقة تعج بالتوجهات الفكرية والأيديولوجيات المتفاوتة في المنبع والمصب والميكانيكة فكان منها المتطرفة من اليمين والمتحررة من اليسار والمحافظ من الوسط والمتدينة من هنا والعلمانية من هناك، لكنه لم ينتم لأي تيار فكري أو سياسي، غير أنه عاش وما زال في لجة هذه التيارات، مدفوعاً بنزعة ثقافية تأملية مع زاوية نظر قانونية ودستورية، لم ينكر طاهر حكمت يوماً تأثره بالأطروحات القومية المتناغمة مع الإسلام حيث أشار -حسب مقابلة صحفية- إلى أن العرب والمسلمين يمتلكون موروثاً ضخماً فيما يتعلق بأصول الحكم وكيفية إدارة الحياة وخدمة الناس وإعمار الأرض، فكان يقتسم من كل فكر الجوانب الإيجابية ويضعها في صميم تفكيره والجوانب السلبية يضربها عرض الحائط بعد تنقيح أسباب سلبيتها وشذوذها، أما نظرته الدينية فقد كانت واضحة حيث وجد منذ البداية أن الإسلام ثقافة وأسلوب للحياة وليس دينا منمطا فحسب كما كان تشير الأيديولوجيات السائدة في فترة شبابه، وكل ذلك بنى في طاهر حكمت مبادئ عديدة تلتزم بسداد العقل فكان السياسي الليبرالي والاجتماعي المحافظ والمتدين المعتدل.

## ثقافته
بطابع الحال كان طاهر أبنا لعائلة عربية مسلمة لذا كان الموروث العربي والإسلامي حاضرا في مرحلة تأسيس شخصيته وثقافتها، فكان لتواجده في الأردن أثرا في تمكين عادات وتقاليد البداوة العريقة المرصعة بثقافة الحضر العصملي (العثماني)، إضافة إلى تلك التي حملها أبا عن جد من عشيرته الإدلبية الكبيرة، أما تواجده في دمشق للدراسة في عاصمة الشق الشمالي للجمهورية العربية المتحدة سببا في تمكين الأفكار القومية والاشتراكية في نفسه، فشهد الوحدة وعراقة جامعة دمشق وتأثر النخب السورية آنذاك بنمط الحياة الفرنسي. فأثرى ذلك الثقافة الغربية لديه غير أنه يدين -كما أورد في إحدى المقابلات الصحفية- بتفتح وعيه للثقافة المصرية، فقد نشأ في بيت يضم أعداداً وفيرة من مجلات «الرسالة» و«المقتطف» و«الهلال» وبضعة مؤلفات من سلسلة الألف كتاب. وفي رأيه أن النخب الأردنية تعرفت على الثقافة الغربية عبر الثقافة المصرية في الخمسينيات والستينيات، وأن الأثر الثقافي الباقي للمرحلة الناصرية، يفوق أثرها السياسي. قرأ طاهر الأدب الغربي، الإنجليزي والفرنسي بشكل خاص والأوروبي بشكل عام، الذي يختزل ثقافة النهضة والثورة الصناعية والانتقال من عصور الظلام إلى عصور النور وما تلاها من تطور في المنظور الأيديولوجي والاجتماعي إلى الآن... أما عن أدب المشرق فإضافة إلى آلاف المصنفات العربية القديمة والحديثة قرأ الأدب المجاور للعرب من تركي وفارسي وهندي، حيث يجمع في منزله الكائن في مدينة الزرقاء الأردنية مكتبته الخاصة من الكتب المختلفة في اللغة والمجال والتوجه والتصنيف كامنة فيما يزيد عن مائتي ألف كتاب.

## الخبرات العلمية
اكتسب طاهر حكمت مخزوناً معلوماتياً وثقافياً ضخماً من سنوات البحث والدراسة الطويلة وهنا نجملها بنقاط مختصرة قدر الإمكان:
• استهل دراسته في مدرسة معان التابعة للحكومة وهو يبلغ أربع سنوات.
• واصل دراسته لإحدى الصفوف في إحدى مدارس إدلب بعد مغادرة عائلته الأردن لفترة وجيزة.
• استأنف في مدرسة الكرك الدراسة الابتدائية وفي مدرسة الزرقاء.
• أكمل المرحلة الثانوية في الكلية العلمية الإسلامية في العاصمة عمّان عام 1956 م.
• درس المرحلة الجامعية في جامعة دمشق وحصل على ليسانس في الحقوق عام 1960 م.
• قرأ مكتبته الضخمة كتاباً كتاباً وزيادة عليها ما لم يقتنيه من الكتب والمصنفات.
• بحث في عدة مجالات وقضايا تتفرع وتتجمع في الاختصاص والتعميم. (مختصر)
• بحث ولخص عدة مصنفات وكتب ومراجع. (مختصر)
الخبرات العملية:
اكتسب طاهر حكمت عدة خبرات من عمله المجد والمكثف وهنا نجملها بنقاط مختصرة قدر الإمكان:
•	محام ومستشار قانوني.
•	عضو في مجلس نقابة المحامين الأردنيين لعدة سنوات.
•	رئيس المجلس التأديبي في نقابة المحامين النظاميين الأردنيين.
•	عضو اللجنة التنفيذية العليا في قيادة الاتحاد الوطني الأردني عام 1970 م.
•	عضو في المجلس الوطني الاستشاري الأردني (البديل المؤقت للبرلمان) 1978-1983.
•	رئيس اللجنة القانونية في المجلس الوطني الاستشاري 1978-1983.
•	عضو مجلس الأعيان 1993-1998، 2001-2004، 2009-2010.
•	رئيس محكمة التمييز ورئيس المجلس القضائي الأردني ورئيس السلطة القضائية 1998-2000.
•	نائب رئيس جمعية الشؤون الدولية وعضو مؤسس لها.
•	نائب رئيس جمعية المنتدى العربي وعضو مؤسس لها.
•	عضو مؤسس في جمعية حماية المستهلك.
•	عضو مؤسس في جمعية حماية البيئة.
•	عضو مجلس امناء المتحف الوطني للفنون الجميلة.
•	عضو في الهيئة التأسيسية المكلفة بإنشاء المتحف الوطني للاثار والتاريخ الطبيعي في جمعية المتحف الأردني للاثار والتاريخ الطبيعي.
•	عضو عن القطاع الأهلي في اللجنة الوطنية لرعاية شؤون المرأة.
•	عضو في لجنة اعداد الميثاق الوطني 1970، 1990.
•	عضو في لجنة قيادة الاتحاد الوطني الأردني 1970-1974.
•	عضو في الهيئة التأسيسية لمركز الدراسات والحرية وحقوق الإنسان.
•	عضو في لجنة التحكيم وتسوية الخلافات المنبثقة عن البنك الدولي.
•	عضو في جمعية الجغرافيا الوطنية / الولايات المتحدة الأمريكية.
•	كاتب سياسي في الصحف الرئيسية.
•	باحث في القضايا الدستورية والقانونية.
•	محاضر وباحث في شؤون الثقافة والحضارة الإسلامية.
•	نائب رئيس الوفد الأردني في المؤتمر العالمي لحقوق الإنسان في فينا 1993.
•	نائب رئيس المركز الوطني لحقوق الإنسان في عمان.
•	عضو مجلس امناء في مركز عمان للدراسات وحقوق الإنسان.
•	رئيس لجنة التشريع والعدل في هيئة اعداد الاجندة الوطنية الأردنية من 2005-2010.
•	رئيس اللجنة الوزارية المكلفة بدراسة إنشاء المحكمة الدستورية في الأردن.
•	عضو في لجنة تسوية النزاعات الدولية لمدة اربع سنوات سابقة.
•	عضو مسمى من الحكومة الأردنية في لجنة محكمي النزاعات الدولية حالياً.
•	مستشار دستوري وقانوني دولي.
•	عضو مجلس امناء البحرين للتنمية السياسية 2005-2009.
•	عضو مجلس الأعيان السابع عشر.
•	عضو مجلس الأعيان الثامن عشر.
•	عضو مجلس الأعيان التاسع عشر.
•	عضو مجلس الأعيان الثالث والعشرون.
• عضو مجلس الأعيان الرابع والعشرون.
• رئيس مجلس أمناء المركز الوطني لحقوق الإنسان في عمان حالياً.
• رئيس اللجنة الاستشارية العليا للتدقيق في قضايا مكافحة الفساد حالياً.
• رئيس اللجنة القانونية في مجلس الأعيان الأردني حالياً.
الحقائب الوزارية:
1979: وزير الثقافة والشباب
1983: وزارة النقل
1984: وزارة الأعلام
1984: وزير الثقافة والشباب
1984: وزارة السياحة والاثار
1993: وزارة العدل